# Tapingo
Tapingo — мобильное коммерческое приложение, которое предлагает предварительный заказ на услуги самовывоза и доставки еды для кампусов колледжей в США и Канаде.

## Развитие и особенности
Компания Tapingo была куплена компанией Grubhub в сентябре 2018 года за 150 миллионов долларов.
Tapingo отличается от других компаний по доставке и логистике, таких как Waiter.com, Postmates или DoorDash, тем, что сосредоточила свои усилия на обслуживании рынка колледжей. Через Tapingo пользователи могут просматривать меню, размещать заказы, оплачивать еду и планировать доставку или самовывоз заказанной еды. В некоторых кампусах студенты могут использовать средства своего университета для оплаты еды.
Весной 2012 года Tapingo впервые запустила свои услуги в пяти кампусах (Университет Санта-Клары, Университет Лойола Мэримаунт, Университет Биола, Университет Мэна и Калифорнийский лютеранский университет) и с тех пор расширилась до более чем 200 кампусов колледжей в США и Канаде, обслуживая около 100 рынков. На сегодняшний день Tapingo получила венчурное финансирование от Carmel Ventures, Khosla Ventures, Kinzon Capital, DCM Ventures и Qualcomm Ventures.
Осенью 2015 года Tapingo объявила о планах расширения за счет крупных партнерских соглашений с национальными брендами, такими как Chipotle Mexican Grill и 7-Eleven, региональными ресторанами, такими как Taco Bueno, и глобальным поставщиком услуг общественного питания Aramark.
Как сообщалось в 2019 году, в результате приобретения Tapingo компанией Grubhub в последние месяцы 2018 года,  хотя бывшие пользователи все еще сохранили доступ к загруженному ранее мобильному приложению, новые пользователи стали перенаправляться в приложение Grubhub при попытке загрузить приложение Tapingo на свои мобильные телефоны. Старший менеджер по корпоративным коммуникациям Grubhub Кэти Норрис (Katie Norris) и представитель Grubhub Йера Ха (Yera Ha) объяснили в совместном электронном письме, что внесенные изменения связаны с большим удобством для клиентов и организацией более эффективного питания в кампусах колледжей, в которых внедряется программа Grubhub Campus Dining. Студентам, переходящим на приложение Grubhub, выдают специальные промо-коды и предоставляют доступ к предложениям и сделкам от ресторанов-партнеров Grubhub.